# Jacó Maciel
Jacó Moreira Maciel (Queimadas, 20 de março de 1977) é um comerciante e político brasileiro, atualmente filiado ao União Brasil. Foi deputado estadual pela Paraíba entre 2003 e 2011 (com uma rápida passagem em 2020, como segundo suplente) e prefeito de sua cidade natal entre 2013 e 2016.

## Carreira política
Sua primeira eleição foi em 2002, quando, aos 25 anos, foi eleito deputado estadual pelo PPB (atual Progressistas) com 20.627 votos (destes, 11.059 foram dos eleitores de Queimadas), chegando a ter seu mandato cassado em 2004 por abuso de poder econômico, mas reassumiu a vaga pouco depois. Em 2006, foi reeleito com votação quase igual à anterior (20.513, 114 a menos que em 2002).
Em 2008, concorreu pela primeira vez à prefeitura de sua cidade, mas foi derrotado em disputa apertada contra Carlinhos de Tião (9.025 votos do candidato do PTB, contra 8.964 do pedetista). Em agosto de 2010, Jacó Maciel teve seu registro de candidatura à reeleição negada pelo TRE, sendo um dos 3 deputados estaduais que foram impedidos de participar da disputa (os outros foram Márcio Roberto e Verissinho, ambos do PMDB). Mesmo assim, ainda obteve 280 votos (maior parte deles de Sousa, João Pessoa e Campina Grande, ao contrário de Queimadas, com apenas um voto recebido).
Em 2012, disputou novamente a prefeitura de Queimadas, desta vez filiado ao PSD. Foram 12.696 votos, contra 11.717 de Carlinhos de Tião (então no PSC), que tentava se reeleger. Empossado em janeiro de 2013, foi ameaçado de impugnação após uma ação da coligação "Unidos pelo Crescimento", sob a alegação de que ele estava inelegível, mas o TSE manteve Jacó no cargo. Tentou a reeleição em 2016, desta vez sem êxito.
Em 2018, voltou a disputar uma vaga na Assembleia Legislativa pelo Avante. Recebeu 20.381 votos, porém ficou como segundo suplente. Com a morte de Genival Matias em julho de 2020, voltou á ALPB por um curto período.
Em março de 2022, filiou-se ao Republicanos, lançando-se como candidato do partido a deputado estadual e apoiando inicialmente a pré-candidatura de Pedro Cunha Lima ao governo da Paraíba, embora o partido apoiasse a candidatura à reeleição de João Azevêdo (PSB), mas migrou em seguida para o União Brasil, desta vez como candidato a deputado federal.
Em 12 de setembro de 2022, o TRE da Paraíba indeferiu o registro de candidatura de Jacó Maciel devido à reprovação de suas contas pelo Tribunal de Contas da União, juntamente com Douglas Lucena (ex-prefeito de Bananeiras e que também disputava uma vaga na Câmara dos Deputados), porém ambos pretendiam recorrer da decisão. Com 17.145 votos, ficou de fora até da lista de suplentes do União Brasil, que emplacou a reeleição de Damião Feliciano para seu quinto mandato de deputado federal.